# 8809 Roversimonaco
A 8809 Roversimonaco (ideiglenes jelöléssel 1981 WE1) a Naprendszer kisbolygóövében található aszteroida. Edward L. G. Bowell fedezte fel 1981. november 24-én.